# Comparaison entre le football américain et le football canadien

Schéma d'un terrain de football américain

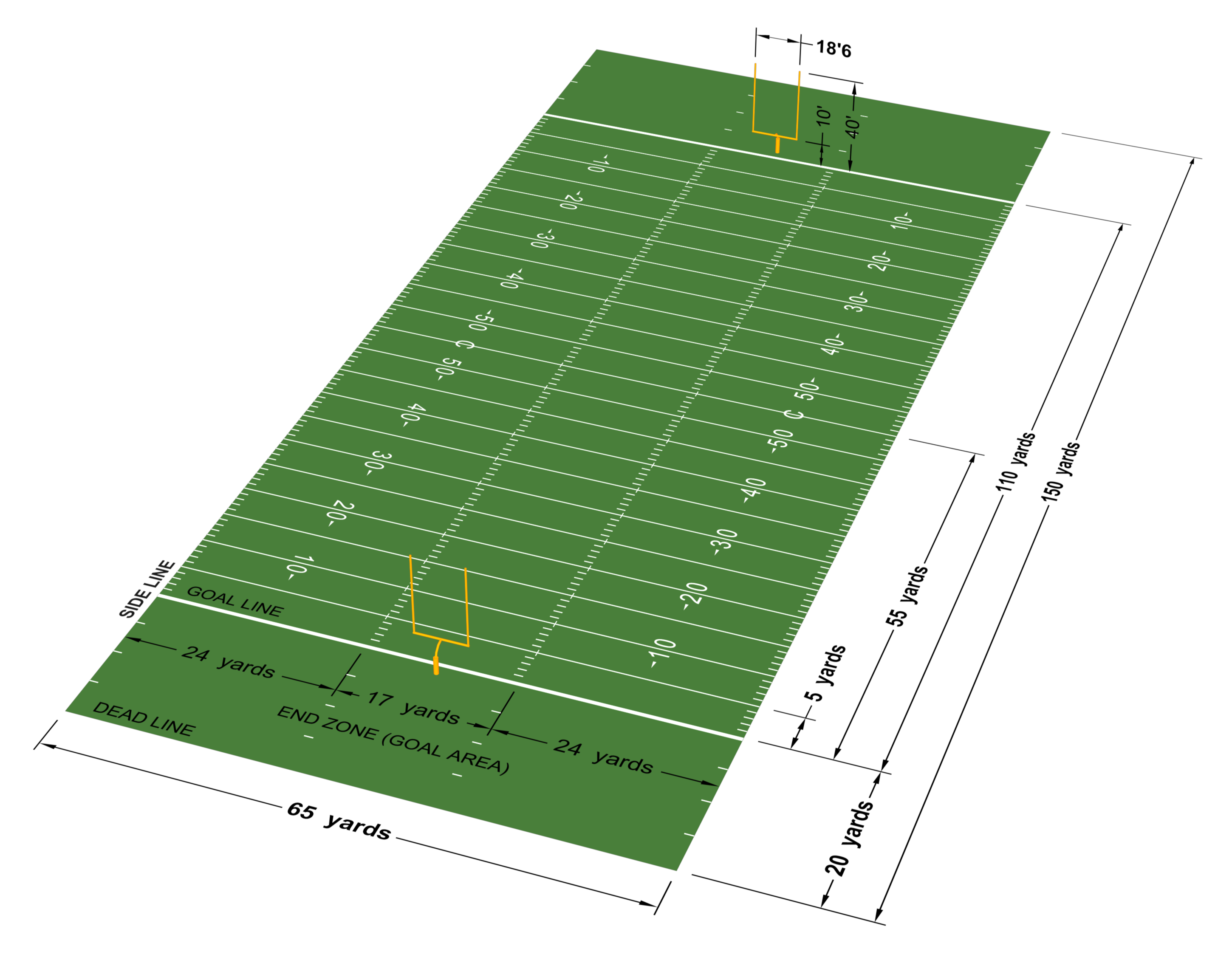
Schéma d'un terrain de football canadien

La présente page effectue une comparaison entre le football américain et le football canadien.
Bien que tous deux dérivés du rugby et regroupés sous le vocable de « football nord-américain », le football américain et le football canadien sont deux sports qui possèdent beaucoup de similitudes mais également de nombreuses différences.

## Histoire
Le football américain a été introduit en Amérique du Nord par la garnison britannique de Montréal qui disputa une série de matchs avec l'université McGill. En 1874, l'université américain Harvard reçoit l'université McGill pour disputer en aller-retour une série de matchs de ce nouveau sport dérivé du rugby. Les Canadiens arrivent avec quelques jours d'avance et effectuent des entraînements quotidiens. Les Américains sont surpris de voir les Canadiens botter, pourchasser et courir avec le ballon en mains, violant un des principes de base du jeu américain de l'époque. Lorsque Henry Grant, capitaine de Harvard, le fait remarquer à David Roger, capitaine de McGill, la réponse de ce dernier est simple : « courir avec le ballon fait partie intégrante du jeu canadien ». Interrogé sur le nom qu'il donnait à ce sport, Roger répond : « le rugby ».[réf. nécessaire]

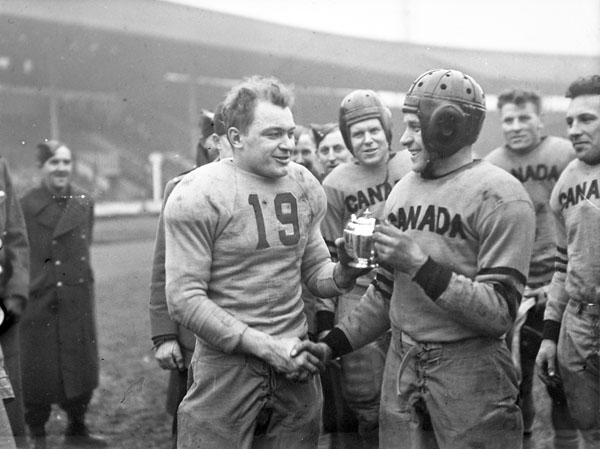
En 1944, des équipes canadienne et américaine jouent un match d'exhibition au White City Stadium de Londres. Les Canadian Mustangs battent les U.S. Pirates 16 à 6. La photo présente la poignée de mains entre les capitaines Frank Dombrowski des États-Unis (à gauche) et W. Drinkwater du Canada.

Après quelques discussions, il est décidé de jouer avec des règles mi-américaines et mi-canadiennes. Ainsi plusieurs des différences et ressemblances entre les sports canadien et américain découlent de cette série de matchs où l'équipe jouant à domicile décidait des lois du jeu. Par exemple Harvard, par manque d'espace, ne disposait pas de terrain de rugby aux dimensions réglementaires. Leur terrain ne mesurait que 50 sur 100 yards, avec des zones de but réduites (légèrement plus petit que les 53⅓ yards – environ 48,5 m – de largeur prévues par les règles américaines de l'époque). À cause de ce terrain réduit, l'équipe de Harvard opte pour que les équipes jouent avec 11 joueurs sur le terrain soit quatre de moins qu'au rugby. Pour aider l'attaque, Harvard fait passer le nombre de downs (tentatives) de trois à quatre. Enfin, les joueurs de Harvard aimant courir avec le ballon, ils adoptent cette pratique pour tous leurs matchs à venir.[réf. nécessaire]
Alors que les Américains eurent le dessus (une victoire de 3-0 le 14 mai suivie d'un nul, 0-0 le lendemain), la variété de football des deux pays en fut à jamais changée. Les deux variétés de football ont toujours des éléments en commun avec les deux variétés de rugby, surtout le Rugby à XIII[incompréhensible].
Plusieurs, voire la plupart, des différences de règles ont leur origine dans des modifications apportées aux règlements américains, et qui n'ont pas été reprises au football canadien. Les codes de jeu canadiens n'ont jamais aboli la règle du joueur en jeu lors d'un punt (voir la section Règles sur les bottés ci-bas), ni restreint les mouvements dans le champ arrière, alors que le football universitaire américain (dont sont issus tous les codes réglementaires américains) l'a fait. Le football canadien a tardé à adopter la mise en jeu entre les jambes du centre et la passe avant. De plus, il a adopté plus tard que les Américains la levée des restrictions sur le blocage, devenant identique au jeu américain seulement dans les années 1970. Pareillement, des différences dans le pointage (les Canadiens donnant moins de valeur au touchdown) sont apparues à la fin du XIXe siècle mais ont été abolies dans les années 1950. Un aspect du jeu où les Américains ont été moins innovateurs est celui du fair catch.[réf. nécessaire]
Plusieurs des joueurs de la LCF sont des Américains qui soit ont été formés au football américain sans avoir pu trouver d'emploi régulier dans la NFL soit qui préfèrent jouer au Canada. Il existe cependant un système de quotas qui limite le nombre de joueurs non canadien. Pour les joueurs qui ont joué dans les deux ligues, on conserve des statistiques combinées issues des deux ligues comme par exemple Warren Moon qui était jusqu'en 2006 meilleur passer du football professionnel au nomnbre de yards gagnés à la passe pour un quarterback, à la suite d'une brillante carrière dans les deux ligues. Il a depuis été dépassé par Damon Allen et Anthony Calvillo n'ayant cependant joué qu'en LCF.[réf. nécessaire]

## Différences

### Aire de jeu
Les dimensions du terrain de football canadien sont plus grandes que celui de l'actuel terrain de football américain, bien qu'elles aient été similaires avant 1912. Le canadien possède une longueur de 110 yards et une largeur de 65 yards (100,6 m sur 59,4 m) tandis que l'américain n'est que de 100 yards sur 53,3 yards (91,4 m sur 48,8 m). Il n'est pas tenu compte des end zone (zones des buts au Canada), celles-ci ayant une profondeur de 20 yards (18,3 m) en football canadien plutôt alors qu'elle ne sont que de 10 yards en football américain. Parfois, un terrain de football canadien sera tronqué aux extrémités des zones de buts de façon à pouvoir s'inscrire à l'intérieur d'une piste d'athlétisme comme c'est le cas du stade Percival-Molson des Alouettes de Montréal.
Les poteaux des buts sont placés sur la goal line (ligne des buts) au football canadien alors qu'ils se situent sur la ligne du fond de la end-zone au football américain. Les hash marks (traits de remise en jeu au Canada) se situent à 24 yards (21,9 m) des lignes de côté alors qu'ils sont placés a 23 yards, 1 pied et 9 pouces (21,6 m) en NFL (ce qui correspond à la distance entre les poteaux des buts).

### Nombre de joueurs
Le nombre de joueurs est de onze (11) en football américain alors qu'il est de douze (12) en football canadien.
Le nombre de joueurs sur la ligne d'engagement (ligne de scrimmage ou ligne de mêlée) est le même, le joueur supplémentaire du football canadien étant un joueur du champ arrière.
Cette situation implique des différences dans la désignation des positions offensives et défensives entre les deux sports. Par exemple, il n'y a ordinairement pas de tight end (ailier rapproché) dans une formation de football canadien, la disposition offensive typique comprenant deux wide receivers (demis insérés), la disposition défensive possédant deux defensives backs (demis défensifs) et un safety (maraudeur au Canada) plutôt que deux safeties.

### Le ballon
Les normes concernant les ballons américains et canadiens sont très légèrement différentes ce qui fait qu'un ballon pourrait respecter les deux normes, du moins pour ce qui a trait à sa taille.
Les dimensions exigées sont :
- en NFL, une petite circonférence de 527 à 540 mm (20,75 à 21,75 pouces) et une grande circonférence de 705 à 714 mm (27,75 à 28,125 pouces) ;
- en LCF, une petite circonférence de 530 à 537 mm (20,875 à 21,125 pouces) et une grande circonférence 705 à 718 mm (27,75 à 28,25 pouces).

Les ballons canadiens doivent avoir deux bandes blanches larges d'1 pouce (25 mm) situées de part et d'autre à 3 pouces (76 mm) de son plus grand diamètre. Les ballons américains ne possèdent pas de bande.

### Nombre dedowns(essai)
Dans les deux sports, une équipe reçoit un nombre limité de downs (essais, tentatives ou jeux) pour faire avancer le ballon de dix yards. Ce nombre est de quatre au football américain mais de trois au football canadien.

### Mise en jeu
Dans les deux sports, le ballon est placé sur la Ligne d'engagement (ligne de scrimmage ou ligne de mêlée), et un joueur appelé le centre le met en jeu en le remettant derrière lui d'un mouvement d'avant en arrière.
Au football canadien, il est obligatoire que le ballon passe entre les jambes du centre. Cette obligation n'existe pas en football américain, même si en pratique, le joueur le fait toujours afin qu'il puisse être en position d'effectuer un blocage par la suite.
Il y a une distance prescrite à laquelle doivent se situer les joueurs défensifs par rapport à la ligne d'engagement :
- Au football canadien, la distance est d'un yard et pour cette raison, les équipes vont avoir tendance à tenter un jeu dans une situation de « trois et un » (troisième essai et un yard à franchir). Si un jeu amène le ballon à une distance de moins d'un yard de la goal line (ligne d'en-but), il est alors replacé sur la ligne du 1 yard[2].
- Au football américain, la distance est de onze pouces (28 cm) correspondant à la longueur du ballon, donnant l'impression que les joueurs sont nez à nez lors de la mise en jeu.

En conséquence, le football américain favorise les joueurs de ligne offensifs massifs et peu mobiles formant une ligne difficile à percer pour l'adversaire, tandis que le football canadien privilégie des joueurs de ligne offensifs plus agiles à cause de la distance plus grande entre les deux lignes.

### «Fair catch» et retour de punt (botté de dégagement)
Au football américain, si un returner (retourner de bottés au Canada) juge qu'il ne sera pas capable de gagner du terrain après la réception du ballon, en agitant sa main dans les airs, il peut signaler qu'il va effectuer un « fair catch » (terme parfois traduit par « arrêt de volée » par analogie avec le rugby à XV, traduction non couramment utilisée au Canada) pour signifier qu'il renonce à avancer avec le ballon. À ce moment, l'équipe adverse doit le laisser effectuer sa réception car si elle crée une interférence, elle sera pénalisée de quinze yards.
Au Canada, cette action du returner est souvent désignée par l'expression « demander l'immunité ».
Au football canadien, la règle du « fair catch » n'existe pas. Il est néanmoins interdit à tout joueur de l'équipe qui a botté de s'approcher à moins de cinq yards du ballon tant que celui-ci n'a pas été touché par un adversaire, sauf pour le botteur et tout joueur qui était derrière lui au moment du coup de pied. En cas d'infraction, une pénalité de 15 yards est appelée si le ballon est attrapé ou de 5 yards si le ballon a touché le sol.
De plus, au football américain, l'équipe qui reçoit le botté peut choisir de ne tenter aucun jeu si aucun receveur ne pense pouvoir attraper le ballon. Dès qu'un joueur de l'équipe qui botte touche au ballon après le botté, sans que l'équipe qui reçoit n'y ait touché, le ballon devient « mort » et cette dernière peut choisir de prendre possession du ballon à l'endroit du premier contact. C'est pour cela qu'on voit parfois les joueurs de l'équipe qui a botté protéger le ballon qui roule pour le laisser aller le plus loin possible (sans le laisser entrer dans la zone d'en-but) avant d'y toucher, pour que l'adversaire commence sa série de jeux au plus près de sa ligne d'en-but.
Au football canadien, l'équipe qui reçoit doit se saisir rapidement du ballon si elle l'a laissé rouler sur le sol sans y toucher, car le botteur et tout joueur qui était derrière lui au moment du botté peut s'en emparer pour reprendre la possession du ballon.

### Mouvements lors de la mise en jeu
Au football américain, une fois que les joueurs sont en position, un seul joueur a le droit d'être en mouvement, et ce mouvement ne doit pas être en direction de la ligne de mêlée au moment où le ballon est mis en jeu. De plus, s'il était placé sur la ligne de mêlée avant de se mettre en mouvement, il doit se trouver à cinq yards de cette ligne au moment de la remise du ballon.
Au football canadien, tous les joueurs du champ arrière de l'équipe offensive, sauf le quarterback, peuvent être en mouvement au moment de la remise du ballon. Ils peuvent bouger dans n'importe quelle direction pour autant qu'ils soient derrière la ligne de mêlée au moment où le ballon est mis en jeu. De plus, les deux joueurs placés aux extrémités de la ligne offensive (ordinairement des wide receivers (receveurs éloignés) peuvent aussi être en mouvement le long de la ligne de mêlée. Plusieurs équipes favorisent ce mouvement illimité qui peut confondre l'équipe en défense. Cela permet aussi aux receveurs d'être en « départ lancé », traversant la ligne de mêlée en pleine course et pouvant ainsi se rendre plus loin dans le champ arrière pour recevoir une longue passe ou capter plus tôt une passe rapide.

### Chronométrage
Au football américain, l'équipe à l'attaque doit mettre le ballon en jeu au plus 25 secondes après le coup de sifflet de l'arbitre, sauf dans la NCAA et dans la NFL où les équipes disposent de 40 secondes après la fin du jeu précédent, ou 25 secondes à la suite d'une pénalité ou d'un temps d'arrêt. Au football canadien, les équipes disposent de 20 secondes.
Les règles du football américain permettent trois temps d'arrêt d'une minute chacun à chacune des équipes dans chaque demie, et un autre temps d'arrêt est automatiquement appliqué deux minutes avant la fin de chaque demie, sauf dans la NCAA. Dans la LCF, chaque équipe dispose d'un seul temps d'arrêt de 30 secondes dans chaque demie, et le temps d'arrêt automatique est appliqué trois minutes avant la fin de la demie. De plus, dans tous les paliers du football canadien, le chronomètre est arrêté après chaque jeu dans les trois dernières minutes d'une demie.

### Règles sur les bottés
Le football canadien conserve des règles beaucoup plus permissives concernant la récupération par une équipe du ballon qu'elle vient de botter. Sur n'importe quel botté, le botteur et tout joueur de son équipe qui se trouve derrière lui au moment du botté peut récupérer et faire avancer le ballon. Sur un kickoff (botté d'envoi), puisque tous les joueurs doivent être derrière le ballon lors du botté, ils sont tous « en jeu » et susceptibles de récupérer le ballon une fois que celui-ci a franchi dix yards. Pour les punts (bottés de dégagement) et les field goals (bottés de placement) ratés, seul le botteur est habituellement en jeu, puisque personne n'est positionné derrière lui. Tous ses coéquipiers qui sont hors-jeu ne peuvent pas toucher au ballon en premier ni se trouver à moins de cinq yards du joueur adverse qui attrape le ballon; l'équipe fautive sera pénalisée pour non-respect de la zone d'immunité.
Au football américain, les règles sont similaires en ce qui concerne les kickoffs. Par contre, elles sont différentes pour les jeux de bottés débutant par une remise, soit les punts et les field goals ratés. Dans ce cas, pour que l'équipe qui botte puisse recouvrer le ballon et en conserver la possession, celui-ci doit avoir été touché au-delà de la ligne de mêlée par un adversaire puis récupéré par l'équipe du botteur. À ce moment, cette équipe obtient un first-down (premier essai). Si l'équipe qui reçoit n'a pas d'abord touché le ballon et que l'équipe qui botte y touche, c'est alors un « first-down » tel que décrit dans la section « Fair catch » et retour de punt ci-haut.

### Ligne défensive
Au football canadien, la ligne défensive peut bloquer un receveur de passes (wide receiver ou tight-end) seulement à l'intérieur d'un yard de la ligne de mêlée, au lieu de cinq yards dans la NFL, ce qui permet du jeu plus ouvert.

### Drop(échappé) sortant des limites du terrain
Selon les règles canadiennes, si le ballon est relâché (drop en anglais) et roule hors de l'aire de jeu, sa possession revient à l'équipe qui a touché au ballon en dernier alors que celui-ci était encore en jeu. Un ballon libre peut être botté vers l'avant, pourvu qu'il soit par la suite recouvert par un joueur qui n'était pas hors-jeu au moment du botté. Cependant, le ballon ne peut pas être botté délibérément hors du terrain dans le but d'en obtenir la possession; cela est considéré comme un botté de la ligne de mêlée qui sort du terrain, et la possession revient alors à l'autre équipe. Un contact accidentel avec le pied n'est pas considéré comme un botté.
Au football américain, la dernière équipe à avoir eu clairement possession du ballon le conserve, sauf si le ballon sort du terrain par le fond du terrain ou les côtés de la zone d'en-but.

### Field goals(bottés de placement), simples et «touchbacks»
Au football canadien uniquement, tout ballon botté qui entre dans la zone d'en-but est en jeu, sauf s'il s'agit d'un field goal réussi ou d'un ballon qui a touché les poteaux des buts. Si le joueur qui attrape le ballon ne réussit pas à le sortir de la zone d'en but, ou si le ballon sort au fond de la zone d'en-but (sauf sur un punt), alors l'équipe qui l'a botté est créditée d'un simple, qui vaut un point. L'équipe qui reçoit le botté peut alors prendre possession du ballon à sa ligne de 35 yards ; elle a aussi le choix, s'il s'agit d'un field goal raté, de le reprendre à la dernière ligne de mêlée. Dans le cas d'un kickoff qui sort par le fond de la zone d'en-but, ou d'un ballon qui touche les poteaux des buts, aucun point n'est marqué et l'équipe qui reçoit le botté reprend le jeu de sa ligne de 25.
Si le botté est retourné en dehors de la zone d'en-but, l'équipe qui l'a reçu le remet en jeu à partir du point atteint. Dans les ligues amateurs, elle le remet en jeu à la ligne de 20 si elle n'a pas dépassé ce point. 
Les simples n'existent pas au football américain.
Le football américain permet aussi à une équipe de tenter de retourner un field goal raté; cependant cette option est rarement exercée. La plupart des équipes préfèrent reprendre possession du ballon à la dernière ligne de mêlée en NCAA ou à l'endroit du botté en NFL. Comme les poteaux des buts sont hors-jeu, tout field goal qui touche un poteau et ne marque pas, est un ballon mort. L'équipe qui reçoit reprend possession du ballon à l'emplacement du botté ou à sa propre ligne des 20 yards, selon la position la plus avantageuse. 
De même, tout kickoff ou punt qui :
- va au-delà de la zone d'en-but ;
- va entre dans la zone des buts puis roule à l'extérieur de celle-ci sans être touché par un joueur ;
- est touché dans la zone d'en-but par un joueur de l'équipe qui botte sans avoir été touché par un joueur de l'autre équipe ;
- est tenu au sol dans la zone d'en-but par un joueur de l'équipe qui reçoit ;

résulte en un touchback et l'équipe qui reçoit reprend possession du ballon à sa ligne des 20 yards.
Après un field goal réussi, les règles du football canadien donnent le choix à l'équipe contre laquelle le FG a été marqué de :
- recevoir un kickoff ;
- faire un kickoff de sa ligne de 35 yards ;
- reprendre possession du ballon à sa ligne de 35 yards.

Au football américain, le jeu redémarre toujours par un kickoff de l'équipe qui a marqué.

#### Botté à champ ouvert
Le football canadien conserve le botté à champ ouvert comme jeu autorisé, permettant ainsi aux joueurs de botter de n'importe quel endroit du terrain. Rarement vu, le botté à champ ouvert pourrait être utilisé comme jeu de la dernière chance par l'équipe à l'attaque : réalisant qu'il ne peut se rendre à la ligne des buts adverse, un joueur pourrait s'avancer le plus possible puis tenter un « drop-kick » pour obtenir un botté de placement. À l'inverse, dans les dernières secondes d'un match qui est à égalité ou qu'elle mène par un seul point, l'équipe en défensive qui fait face à une tentative de botté de placement va souvent placer son ou ses botteurs dans la zone des buts. Ainsi, si le placement est manqué, ceux-ci vont tenter de botter le ballon à l'extérieur de leur zone des buts pour éviter qu'un simple soit compté contre eux.
Une telle situation s'est produite le 29 octobre 2010 à la fin d'un match entre les Argonauts de Toronto et les Alouettes de Montréal. Avec 9 secondes à jouer et un score de 30 partout, le botteur de Montréal Damon Duval a raté un field goal de la ligne de 36 yards. Le botteur de Toronto, Noel Prefontaine a tenté d'attraper le ballon avant qu'il ne sorte au fond de la zone des buts, ce qui aurait donné un point et le match aux Alouettes. Il l'a arrêté puis est tombé, et c'est son coéquipier Mike Bradwell qui l'a botté jusqu'à la ligne des 20 yards environ. Son botté est néanmoins attrapé par Duval, qui le botte de nouveau dans la zone d'en-but. Là, le linebacker Grant Shaw arrête le ballon mais le laisse rouler au sol, et son faible botté est empêché de sortir de la zone d'en-but par le long snapper (spécialiste des longues remises) Martin Bédard, puis est récupéré par le running back Dahrran Diedrick pour un touchdown.
Le football américain ne permet que les bottés effectués derrière la ligne de mêlée. Tout botté tenté au-delà de la ligne de mêlée ou après un changement de possession résulterait en une pénalité.

### Safety(touché de sûreté)
Dans les deux sports, un safety (touché de sûreté au Canada) donne deux points à l'équipe qui le réussit.
Au football américain, l'équipe qui a accordé le safety doit effectuer un « free kick » de sa ligne de 20  yards.
Au football canadien, l'équipe qui a marqué a le choix soit de reprendre le ballon sur sa ligne de 35 yards, soit de faire un kickoff (botté de reprise au Canada) sur sa ligne des 35 yards soit de faire exécuter à l'adversaire un kickoff depuis sa propre ligne des 25 yards.

### Transformations
Dans les deux sports, après un touchdown, l'équipe qui a marqué peut tenter un jeu pour obtenir un ou deux points additionnels. Ce jeu est appelé transformation. L'équipe peut effectuer un botté entre les poteaux de buts, ce qui donne un point, ou tenter de marquer un touchdown à partir de la ligne de mêlée, ce qui donne deux points.
Cependant, la position du ballon est différente au football américain et au football canadien. Dans le jeu américain, le ballon est placé à la ligne de deux yards (trois yards chez les amateurs), tandis qu'il est placé à la ligne de 5 yards au football canadien. Toutefois, le botteur canadien est en fait plus près des poteaux de buts, qui sont sur la ligne d'en-but au Canada et au fond de la zone d'en-but aux États-Unis.
Dans la NFL et la NCAA, le ballon est placé par défaut au milieu du terrain sur la ligne de deux ou de trois yards selon le cas, mais l'équipe peut demander qu'il soit placé à un autre endroit entre les traits de remise en jeu (hash marks) et même plus loin des buts ; ce peut être le cas par exemple si le terrain est abîmé à l'endroit habituel du botté, ou par décision stratégique dans le cas d'une tentative de transformation de deux points.
Durant une transformation, le ballon est considéré en jeu dans la LCF, au football collégial américain et dans quelques autres organisations. Cela permet à l'équipe défensive de marquer deux points si elle réussit, au moyen d'une interception ou d'un fumble (échappé) recouvré, à se rendre dans la zone des buts adverses, ou de marquer un point (dans la CFL) par un botté à champ ouvert qui passe entre les poteaux de buts. À l'opposé, dans la NFL, au football canadien amateur et aux autres niveaux de football américain, l'équipe défensive ne peut pas marquer sur une tentative de transformation.

### Ballon mort quand le porteur de ballon est au sol
Au football canadien amateur, le ballon n'est pas mort si un joueur s'agenouille momentanément pour prendre au sol une remise, une passe latérale ou un botté fait par l'équipe adverse, alors qu'au football américain amateur, ces situations entraînent un ballon mort, à moins qu'il s'agisse du teneur de ballon pour un botté de précision. Dans ce cas, le teneur est autorisé à récupérer le ballon qui roule, ou à se lever pour attraper une remise trop haute puis remettre un genou au sol.
Dans les ligues professionnelles des deux sports, à moins qu'il soit clair que le porteur de ballon s'est agenouillé ou a glissé volontairement, celui-ci doit être touché par un adversaire alors qu'il est au sol. Si ce n'est pas le cas, il peut se relever et continuer à avancer avec le ballon. 

### Autres différences
Au football scolaire et universitaire américain, tout comme dans l'ensemble du football canadien, le joueur qui reçoit une passe n'a besoin d'avoir qu'un pied au sol à l'intérieur de l'aire de jeu pour que l'attrapé soit valide. Les règles de la NFL exigent que les deux pieds soient à l'intérieur des limites. 
Les règles sur l'interférence de passe ont des différences mineures:
- Au football canadien, une interférence de passe peut être appelée sur toute passe avant, même si le receveur est derrière la ligne de mêlée. Au football américain, la règle ne peut être appliquée tant que le ballon lancé ne traverse pas la zone neutre.

- Jusqu'en 2010, une interférence de passe pouvait être appelée au football canadien même s'il était jugé qu'il était impossible pour le receveur d’attraper la passe. Depuis, les règles à ce sujet ont été alignées avec celles du football américain.

L'alignement d'une équipe de la LCF compte 46 joueurs, contre 53 dans la NFL (dont seulement 45 peuvent être en uniforme pour un match). Dans la LCF, 42 joueurs peuvent être en uniforme. De ceux-ci, 3 sont des quarterbacks, sur lesquels aucune restriction ne s'applique, et des 39 autres, 19 au maximum peuvent être non-canadiens. De plus, des 24 joueurs partants d'un match (les douze de l'équipe offensive et les douze de l'équipe défensive), au moins sept doivent être Canadiens.
La saison de la NFL va de la deuxième semaine de septembre jusqu'au début janvier, avec les séries éliminatoires en janvier et février. La saison de la LCF débute en fin juin et dure jusqu'au match de la coupe Grey fin novembre, compte tenu de la difficulté, voire l'impossibilité de jouer en hiver.
Les mouchoirs (flags) des arbitres, utilisés pour signaler les pénalités, sont de couleur orange dans la LCF et jaunes dans la NFL. À l'inverse, les mouchoirs utilisés par les entraîneurs pour signaler qu'ils demandent une révision par reprise vidéo d'une décision de l'arbitre sont jaunes dans la LCF et rouges dans la NFL. Enfin, l'arbitre en chef dans la LCF a une casquette noire avec passepoil blanc tandis que celles des autres arbitres sur le terrain sont blanches avec passepoil noir; dans la NFL l'arbitre a une casquette complètement blanche et les autres officiels des casquettes noires avec passepoil blanc.

## Différences dans la stratégie
Bien que les similarités entre le football canadien et le football américain soient très fortes, les différences entre ceux-ci ont un effet important sur la façon de jouer et sur la gestion des équipes. On peut résumer cet effet en disant que le « gros jeu » est plus important au football canadien et que la gestion de la possession du ballon y est plus difficile.

### Gestion de la zone près des lignes de buts
À cause de la zone d'en-but plus grande au football canadien et du fait que les poteaux de buts sont à l'entrée de cette zone, les équipes doivent éviter de frapper ces poteaux. La plupart des tentatives de passe de touchdown sont donc effectuées loin du centre de la zone des buts. Réussir ces passes est encore plus difficile quand les coins de la zone d'en-but sont tronqués, par exemple quand le terrain est entouré par une piste d'athlétisme. Cependant, l'équipe à l'attaque dispose d'un avantage avec la zone d'en-but qui fait plus du double de la superficie de celle du football américain: les tracés des wide receivers peuvent être plus variés.

### Équipes spéciales
Les punts ou bottés de dégagement sont plus fréquents au football canadien car l'équipe à l'attaque dispose d'un essai de moins pour franchir dix yards. Les équipes spéciales contribuent donc plus largement au succès d'une équipe.

### Gestion de la possession du ballon
Le fait d'avoir trois essais au lieu de quatre incite les équipes canadiennes à tenter moins de jeux hasardeux et à défavoriser les courts gains par la course. La passe est donc favorisée au football canadien, car les jeux de passe donnent en moyenne plus de yards gagnés par réussite que la course ; de plus, le terrain plus vaste et la présence d'un receveur éligible supplémentaire sont des facteurs qui favorisent aussi la passe. La possession continue du ballon sur une longue période est plus commune au football américain qu'au football canadien.

### Mouvement des joueurs dans le champ arrière
Le mouvement illimité des joueurs de champ arrière au football canadien donne beaucoup plus d'options à l'équipe à l'attaque, forçant la défense à se préparer à plusieurs jeux différents. Au football américain, les possibilités de mouvements sont très restreintes.

### Remontées de dernière minute
Le chronomètre est arrêté plus souvent au football canadien, que ce soit au niveau universitaire ou professionnel. Dans la LCF, il y a plus d'arrêts de l'horloge que dans la NFL dans les dernières minutes d'une demie. De plus, une équipe qui mène par une faible marge a moins l'occasion de tuer le temps au football canadien, à cause des trois essais au lieu de quatre. Elle a également moins de temps pour remettre le ballon en jeu, et perd un essai lorsqu'elle ne commence pas un nouveau jeu à temps dans les trois dernières minutes d'une demie.